# Vertikalno seizmičko profiliranje
Vertikalno seizmičko profiliranje, ili VSP - metoda je primijenjena seizmička metoda u kojoj su, za razliku od konvencionalnog snimanja seizmičkih podataka s rasporedom izvora i prijamnika na površini (seizmika), prijamnici za registraciju seizmičkih nailazaka smješteni na većem broju stajališta unutar duboke bušotine dok se izvori seizmičke energije nalaze na površini.  

## Uvod
Pri mjerenju na površini svi se reflektirajući horizonti nalaze ispod prijamnika te na njih reflektirani nailasci mogu dolaziti jedino odozdol, dok se kod VSP mjerenja reflektori nalaze iznad i ispod prijamnika, u neposrednoj blizini slojnih granica, tako da na njih stižu valovi reflektirani i od dublje i od pliće smještenih granica, ali i razne vrste longitudinalnih i transformiranih valova, prethodno reflektiranih i izmijenjenih na slojnim granicama. Time je postignuto dvostruko skraćenje puta seizmičkog vala od površine do istraživanog reflektora, bolje očuvanje sadržaja komponenata signala viših frekvencija zahvaljujući manjem utjecaju apsorpcije na kraćem putu, te smanjen štetan utjecaj sloja male brzine na formiranje površinskih valova smetnje. Usto je omogućeno snimanje seizmičkog odziva podzemlja od površine do dna bušotine, kao funkcije vremena snimanja i dubine, te kontinuirano promatranje širenja seizmičke energije podzemljem te prikupljanje podataka o izvorima primarnih i multiplih refleksa, o prirodi prigušenja signala, pojavi diskontinuiteta i sl.
Seizmička snimanja (seizmika) uz primjenu VSP – metode u bušotinama omogućuju točnije određivanje brzina širenja seizmičkih valova podzemljem i njihova amplitudno-frekvencijskog spektra, te razrješavanje specifičnih strukturno-geoloških problema. Postavljanjem prijamnika u bušotinu smanjen je utjecaj smetnji, omogućeno dobivanje detaljnih podataka o geološkoj građi područja u neposrednoj blizini bušotine, pa čak i snimanje seizmičkih nailazaka reflektiranih od još ne dostignutih slojnih granica, uz uspješnije lociranje i prigušenje multiplih refleksa.
Prvotni cilj primjene VSP – metode je razlikovanje primarnih i multiplih refleksa te korelacija geoloških podataka u dubinskom mjerilu i seizmičkih podataka prikazanih u vremenima putovanja seizmičkih valova. Tijekom osamdesetih godina metoda je doživjela buran procvat kad su nakon niza eksperimenta razvijene njene mnogovrsne primjene te dokazana njihova nužnost radi zadovoljavanja sve većih zahtjeva koji su se postavljali pred seizmičke metode. Zahvaljujući tom napretku, razvijena je oprema za terenska mjerenja koja omogućuje snimanje pouzdanih podataka u najkraćem mogućem vremenu i uz najmanje troškove, u proces terenskih mjerenja uvedena je preliminarna obrada neposredno nakon snimanja, postignuta mnogo bolja rezolucija i dobivanje mnogo više korisnih podataka o geološkoj građi istraživanog podzemlja. Sve to pokazuje da će VSP metoda u budućnosti i dalje biti nezamjenljiva u potrazi za novim ležištima nafte i plina, te u praćenju i planiranju proizvodnje u postojećim ležištima, a već sad velika uloga VSP metode u interpretaciji seizmičkih podataka snimljenih konvencionalnim 2D i 3D metodama u budućnosti bit će još veća.
Uporabom detaljnih podataka o stvarnim brzinama širenja seizmičkih valova dobivenih karotažnim mjerenjem i VSP -metodom mogu se izračunati sintetski seizmogrami i analizirati utjecaji raznih nepravilnosti na kompleksna valna polja. Primjena računala omogućila je izračunavanje valnih polja nastalih pod utjecajem većeg broja slojeva, uz uzimanje u obzir refrakcija i apsorpcije unutar slojeva. Oblik ulaznog impulsa u tim računima dobiva se iz VSP podataka. Usporedba tako izračunatih valnih oblika i VSP podataka omogućuje definiranje mehanizma nastanka vala i objašnjenje stratigrafskih odnosa, što je posebno važno prilikom izučavanja tankih slojeva.
Kod snimanja metodom vertikalnog seizmičkog profiliranja prijamnici seizmičkih valova nalaze se u bušotini a izvor na površini u blizini ušća bušotine za razliku od snimanja konvencionalnim seizmičkim koje koriste izvore i prijamnike smještene na ili vrlo blizu površine. Time je postignuto dvostruko skraćenje puta seizmičkog vala od površine do istraživanog reflektora, bolje očuvanje sadržaja komponenata signala viših frekvencija zbog manjeg utjecaja apsorpcije na kraćem putu, smanjen utjecaj sloja male brzine na formiranje površinskih valova smetnje, omogućeno snimanje seizmičkog odziva podzemlja od površine do dna bušotine kao funkcije vremena snimanja i dubine te kontinuirano promatranje širenja seizmičke energije podzemljem i prikupljanje podataka o izvorima primarnih i multiplih refleksa, prirodi prigušenja signala, pojavi diskontinuiteta i sl. 
Nepravilnosti i velike promjene brzine širenja seizmičkih valova u gornjem dijelu geološkog presjeka razlog su širenju velikog dijela seizmičke energije inicirane iz izvora na ili blizu površine u vidu valova male brzine duž površine pri čemu u podzemlje prodire tek relativno malen dio izvorne energije. Mnogi od ovih valova međusobno interferiraju i formiraju skup valova smetnje koji kvare ili potpuno izobličuju seizmičke tragove snimljene u blizini izvora. Povećanjem dubine energija površinskih valova smetnje male brzine širenja u pravilu se naglo smanjuje kao i utjecaj filtracije plitkog sloja male brzine. Prednost VSP metode ne odlikuje se jedino udaljavanjem snimanja od površine nego i mogućnošću proučavanja graničnih valova što zajedno predstavlja njezinu značajnu prednost u odnosu na snimanja na površini.
Smjerovi nailaska valova na površinski raspored prijamnika međusobno se vrlo sporo mijenjaju duž profila, dok se kod snimanja VSP rasporedom oni jako razlikuju i to ne jedino zbog udaljavanja izvora nego i zbog promjene točke snimanja duž vertikalnog profila. Razne vrste valova pritom se ponašaju sukladno različitim zakonitostima. Ako vertikalni profil siječe slojeve različitih elastičnih svojstava oblik i energija registriranih valova diskontinuirano se mijenjaju. Efektivnu osjetljivost opreme za snimanje na površini ograničava temeljna razina smetnje, dok se kod snimanja u podzemnim točkama seizmička smetnja smanjuje s dubinom i značajno povećava efektivna osjetljivost te VSP metoda stoga omogućuje proučavanje valova snimljenih uz primjenu mnogo većeg dinamičkog raspona pa time i snimanje reflektiranih valnih nailazaka vrlo malih amplituda.
Vertikalno seizmičko profiliranje je svojevrsno proširenje površinske seizmičke refleksivne metode čiji je primarni cilj dovođenje u vezu bušotinskih i seizmičkih podataka odnosno njihova međusobna korelacija. Prilikom planiranja VSP mjerenja od bitne važnosti je emitiranje čim kraćeg izvornog vala širokog spektra kako bi se postiglo što bolje razlučivanje podzemnih slojeva a time i pouzdanija korelacija seizmičkih i bušotinskih podataka. Na putu kroz podzemlje sastavljeno od niza slojeva raznih elastičnih svojstava, spektar izvornog vala se s udaljavanjem od izvora skraćuje i pod utjecajem apsorpcije pomiče prema nižim frekvencijama. Procesi reflektiranja i refraktiranja na slojnim granicama i formiranje sekundarnih valova na njima, te rasipanje seizmičke energije zbog difrakcija na točkama prekida slojnih granica i nepravilnostima zajedno utječu na smanjenje intenziteta ulaznog izvornog vala a time i ostalih valova. 
Prije izvođenja terenskih mjerenja nužno je definirati svrhu VSP istraživanja i planirati način mjerenja optimalan za rješenje određenih nejasnoća vezanih za geološku građu istraživanog dijela podzemlja u blizini bušotine u kojoj se mjerenja obavljaju. Preliminarni geološki model podzemlja izrađen na temelju analize postojećih bušotinskih i seizmičkih podataka treba omogućiti planiranje raspona dubina bušotine na kojima treba obaviti VSP mjerenja, odrediti mjesto i vrstu izvora seizmičke energije te način snimanja. Nakon obavljenih terenskih mjerenja svi podatci moraju biti preliminarno obrađeni još na samom terenu radi otklanjanja eventualnih grješaka dodatnim snimanjem. Po završetku terenskih mjerenja snimljeni podatci se obrađuju u posebnom računskom centru uz konzultaciju s konvencionalnim 2D ili 3D seizmičkim sekcijama, koje ponekad treba i same reobraditi uz primjenu parametara određenih tijekom VSP mjerenja. Zbog navedenih razloga interpretator seizmičkih sekcija snimljenih površinskim rasporedima izvora i prijamnika nužno mora biti cijelo vrijeme aktivno uključen u planiranje i izvedbu terenskih mjerenja, te njihovu obradu i interpretaciju.